# Szlak (kolejnictwo)
Szlak – część linii kolejowej, zawarta pomiędzy dwoma sąsiadującymi posterunkami zapowiadawczymi (stacją, mijanką, bądź posterunkiem odgałęźnym) lub między ostatnim posterunkiem zapowiadawczym, a końcowym punktem linii bez posterunku zapowiadawczego.
Granicę pomiędzy szlakiem a posterunkiem zapowiadawczym stanowi:
1. na liniach jednotorowych – semafor wjazdowy tego posterunku[3];
2. na liniach dwutorowych – miejsce znajdowania się semafora wjazdowego i linia prostopadła do osi torów, w miejscu ustawienia tego semafora, z wyjątkiem przypadków, w których granica między poszczególnymi torami szlakowymi a posterunkiem zapowiadawczym jest różna, to jest gdy:

a) tory szlakowe oddalone są od siebie tak, że nie można określić linii prostopadłej do osi torów, w miejscu ustawienia semafora wjazdowego, wówczas granicą między tym torem szlakowym, przy którym nie ma semafora wjazdowego, a posterunkiem zapowiadawczym jest miejsce znajdujące się przy tym torze od strony szlaku w odległości 100 m przed najbliższym rozjazdem lub skrzyżowaniem,
b) w torze najbliższy rozjazd lub skrzyżowanie znajduje się bliżej szlaku niż rozjazd lub skrzyżowanie w sąsiednim torze osłaniany semaforem wjazdowym, wówczas granicą między tym torem szlakowym, przy którym nie ma semafora wjazdowego, a posterunkiem zapowiadawczym jest miejsce znajdujące się przy tym torze od strony szlaku w odległości 100 m przed najbliższym rozjazdem lub skrzyżowaniem,
c) przy torze znajduje się odnoszące się do tego toru urządzenie sygnałowe, za pomocą którego podaje się zezwolenie na wjazd pociągu, wówczas granicą między tym torem szlakowym a torem posterunku zapowiadawczego jest miejsce usytuowania tego urządzenia.
Na szlaku mogą się znajdować takie obiekty jak przystanki osobowe lub zamknięte stacje.
Dwa lub więcej następujących po sobie szlaków stanowi odcinek linii kolejowej.